# Lady Soul
Lady Soul é um álbum de estúdio da cantora americana de soul e lenda da música negra Aretha Franklin, lançado em 1968. É considerado seu álbum de coroação como "rainha" da música soul sendo também, juntamente com "I Never Loved a Man the Way I Love You", um dos álbuns de maior influência na história da música moderna. 
Tanto Lady Soul, quanto seu álbum anterior I Never Loved a Man... exerceram também grande influência sobre bandas como Aerosmith e Roxette e para artistas como Freddie Mercury, Annie Lennox, Mariah Carey, Whitney Houston, entre outros. Ocupa a #84 posição na lista dos melhores álbuns de todos os tempos feita pela revista Rolling Stone  e a #40 na lista promovida pela VH1.
Lady Soul, Foi lançado em um ano de triunfo e turbulência para Franklin: embora ela tenha sido capa da Time, a revista relatou detalhes de seu casamento difícil com Ted White, então seu empresário. Mas Franklin canalizou esse frenesi em performances de orgulho funky e poderosa mágoa. 
O álbum produziu quatro hits no top 20, Chain of Fools, A Natural Woman, Since You've Been Gone e Ain't no Way. Tendo “Chain of Fools” ocupado a #2 posição na Billboard Hot 100.
Este álbum esta incluindo no livro 1001 Discos para ouvir antes de morrer. 

## Lista de faixas
Lado Um
1. "Chain Of Fools" (Don Covay) 2:46

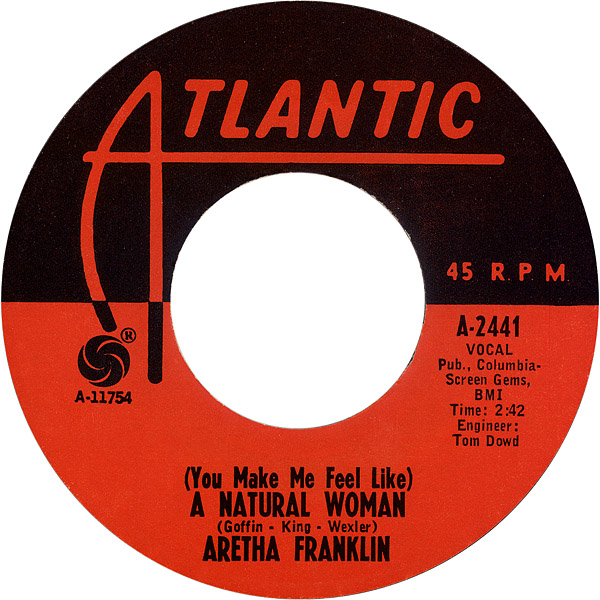
You Make Me Feel like a Natural Woman, single por Aretha Franklin

2. "Money Won't Change You" (James Brown, Nat Jones) 2:09
3. "People Get Ready" (Curtis Mayfield) 3:42
4. "Niki Hoeky" (J. Leslie McFarland, Sidney Wyche) 2:31
5. "(You Make Me Feel Like) a Natural Woman" (Gerry Goffin, Carole King, Jerry Wexler) 2:44

Side Two
1. "(Sweet Sweet Baby) Since You've Been Gone" (Aretha Franklin, Ted White) 2:25
2. "Good to Me As I Am to You" (Aretha Franklin, Ted White) 3:56
3. "Come Back Baby" (Walter Davis (blues)) 2:25
4. "Groovin'" (Felix Cavaliere, Eddie Brigati) 2:57
5. "Ain't No Way" (Carolyn Franklin) 4:17

Bônus
1. "Chain Of Fools (Versão sem-cortes)"
2. "(You Make Me Feel Like) a Natural Woman" (Mono)
3. "Since You've Been Gone (Sweet Sweet Baby)" (Mono)
4. "Ain't No Way" (Mono)

## Honrarias
- Em 2003, foi eleito pela revista Rolling Stone como o #84 melhor álbum de todos os tempos.[4]

| Críticas profissionais        | Críticas profissionais |
| Avaliações da crítica         | Avaliações da crítica  |
| Fonte                         | Avaliação              |
| ----------------------------- | ---------------------- |
| Allmusic                      | link                   |
| The Rolling Stone Album Guide | []                     |

- Em 2001, foi eleito pela VH1 como o #41 melhor álbum de todos os tempos. A segundo melhor posição para uma artista feminina.
- Em 2006, foi listado como um dos 100 álbuns de todos os tempos pela revista TIME.[6]

## Créditos
- Aretha Franklin – Vocal e Piano
- Gene Chrisman - Bateria
- Eric Clapton - Guitarra
- Tommy Cogbill - Baixo
- Tom Dowd Engineer
- Carolyn Franklin - Vocais de apoio
- Erma Franklin - Vocais de apoio
- Ellie Greenwich - Vocais de apoio
- Bernie Glow - Trompete
- Roger Hawkins - Bateria
- Haywood Henry Sax - (Baritone), Saxofone
- Cissy Houston - Backvocal
- Jimmy Johnson - Guitarra
- King Curtis - Sax (Tenor), Saxofone
- Melvin Lastie - Trompete
- Spooner Oldham – Teclado, Piano (Electrico)
- Seldon Powell – Flauta, Horn, Sax (Tenor)
- Warren Smith - Vibrafone, Vocais (Background)
- Joe South - Guitarra
- Tony Studd Trombone
- The Sweet Inspirations  - Vocais de apoio
- Frank Wess - Flauta, Sax (Tenor)
- Jerry Wexler – Produtor
- Bobby Womack - Guitarra
- Dewey Oldham – Teclado